# Cosmocampus balli
Cosmocampus balli är en fiskart som först beskrevs av Fowler 1925.  Cosmocampus balli ingår i släktet Cosmocampus och familjen kantnålsfiskar. Inga underarter finns listade i Catalogue of Life.